# Marie-Louise Potter

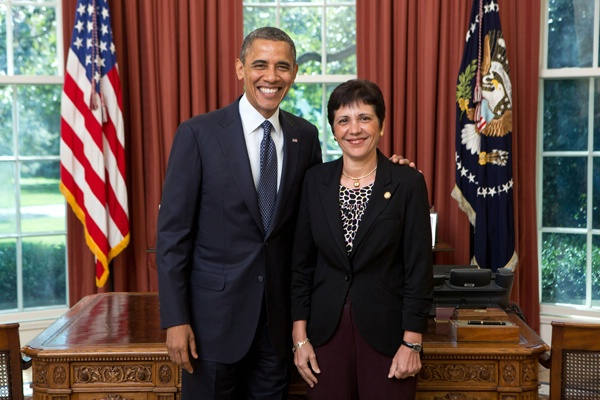
Marie-Louise Potter với Barack Obama (2012)

Marie-Louise Potter (sinh ngày 15 tháng 3 năm 1959 ) là thành viên của Quốc hội Seychelles. B àlà thành viên của Mặt trận Tiến bộ Nhân dân Seychelles, và lần đầu tiên được bầu vào Hội đồng vào năm 1993. Năm 2007, bà trở thành lãnh đạo của Chính phủ Kinh doanh. Potter được bổ nhiệm vào tháng 3 năm 2012 với tư cách là Đại diện thường trực của Seychelles tại Liên Hợp Quốc, vào ngày 9 tháng 6 năm 2012 với tư cách là Đại sứ Seychellense tại Hoa Kỳ, Cao ủy (Liên bang) tại Ottawa và vào ngày 1 tháng 11 năm 2016 với tư cách là Bộ trưởng Ngoại giao, và nghỉ hưu từ những bài đăng này vào ngày 1 tháng 3 năm 2017.